# Vincenzo De Filippis
Vincenzo De Filippis (Tiriolo, 4 aprile 1749 – Napoli, 28 novembre 1799) è stato un matematico, filosofo e patriota italiano, considerato un martire della Repubblica Napoletana del 1799.

## Biografia
Nato in Calabria in una famiglia di piccoli proprietari terrieri, fu allievo del Real Collegio gesuita di Catanzaro dove ricevette una buona istruzione nelle scienze matematiche. Nel 1769 si recò a Napoli dove fu allievo del grande economista Antonio Genovesi. Nella città partenopea ebbe modo di frequentare gli ambienti illuministici entrando in contatto fra gli altri con la poetessa Eleonora Pimentel Fonseca e il giurista Mario Pagano.
Proseguì in seguito gli studi in matematica e filosofia presso il collegio Ancarano dell'Università di Bologna, dove fu discepolo del matematico Sebastiano Canterzani.
Nel 1787 ottenne la cattedra di matematica al Real Collegio di Catanzaro ed ebbe, fra i suoi discepoli, Giuseppe Poerioː tuttavia, le cattive condizioni di salute lo spinsero ad abbandonare l'insegnamento nel 1793.
Nel 1799 fu fra i principali artefici della Repubblica Napoletanaː infatti il 25 febbraio 1799, con la nomina di Ignazio Ciaia alla guida della Repubblica napoletana in sostituzione di Carlo Lauberg, Vincenzo De Filippis entrò nel governo come ministro degli Interni, succedendo a Francesco Conforti.
Con la caduta della Repubblica, venne messo a morte per impiccagione in Piazza Mercato (28 novembre 1799) assieme ad altri sette patrioti.

## Opere
Conseguito il dottorato, nel 1777 De Filippis era ritornato al paese natale, dove rimase in relazione epistolare con gli studiosi di Napoli e di Bologna, e scrisse importanti opere di filosofia e matematica, quali il Corso di etica, gli Scritti filosofici e metafisici, Statica e dinamica, Scritti di fisica e di meccanica. Appartengono anche a questo periodo gli scritti Appunti di matematica e meccanica, Meccanica, Problemi di matematica, meccanica, dinamica.
Gli scritti di De Filippis sono andati, tuttavia, dispersi, tranne una relazione sui terremoti del 1783 e del 1789 inviata al Canterzani.